# Сєноград
Сєноград (словац. Senohrad) — село, громада в окрузі Крупіна, Банськобистрицький край, центральна Словаччина, традиційний регіон Гонт. Кадастрова площа громади — 15,2 км². Населення — 592 осіб (за оцінкою на 31 грудня 2017 р.). Протікає річка Трпинець.
Перша згадка 1135 року як Zenegar.

## Географія
Протікає річка Рієка.

## Населення
| Рік:            | 1994. | 2004.   | 2014.   | 2024.   |
| --------------- | ----- | ------- | ------- | ------- |
| Кількість осіб: | 719   | 779     | 785     | 713     |
| Різниця:        |       | +8,34 % | +0,77 % | -9,17 % |

| Рік:            | 2023. | 2024.   |
| --------------- | ----- | ------- |
| Кількість осіб: | 716   | 713     |
| Різниця:        |       | -0,41 % |